# 肥媽有話兒
《肥媽有話兒》是一首改編自Sia《Chandelier》的網絡歌曲，用鬼畜的方式對藝人肥媽的聲音進行惡搞，表達对香港警察的不滿，於2019年9月2日由網民「痴撚線特急」（CLS Express）在YouTube發佈，上传后一个月内的觀看次數已達270萬左右。歌曲推出後，多次有反送中運動的示威者在示威現場或商場集會中翻唱。

## 簡介
歌曲大致沿用《Chandelier》的旋律，而聲帶則來自7月20日親中派歌手肥媽在撐警集會（亦即元朗襲擊事件前夕）的演說，如「打爛呢個家園」等。歌詞經剪接後批評港警使用過度武力對待示威者，加上肥媽的歌聲，使歌曲在網絡爆紅，甚至令香港最大的巴士公司九巴亦借此「抽水」。歌詞中的「打傳媒、打議員、打女仔」以及「呀~死黑警！又唔做嘢（不做事），又唔（不）讀書」等和不少港人產生共鳴，在集會及示威時多次被示威者大合唱。蘋果日報亦在9月14日以動新聞形式報道過此歌曲。此外，亦有多名網民翻唱過此曲，並上載不同版本。
立場新聞的一名作者「默泉」指出，在9月14日組成獅子山千人人鏈的示威者中，唱得最頻密及最投入的歌曲是《肥媽有話兒》。他認為由於示威者最討厭的目標已由特區政府及特首林鄭月娥轉移至受到政府指使及包庇的香港警察，有成為軍政府或警察國家的趨勢，使得批判警察的歌曲廣受香港示威者歡迎。而仿肥媽的歌聲亦非常響亮，更利於傳播及洩憤。

## 爭議
隨著歌曲在反送中運動流傳，屢次有示威者於警察面前唱此歌曲時，防暴警察突然衝前並將附近人士制服的事件發生。因此有部分示威者與其他示威者產生質疑，以對罵及提醒的方式表示不要以此曲玩弄警察導致有更多示威者被警察拘捕的情況。在經過長時間的共識後，此曲雖然已經在示威現場更少出現，但是在其他場合中仍有市民在警察面前歌唱此曲。